# بخش پورتر (شهرستان دلاور، اوهایو)
بخش پورتر (به انگلیسی: Porter Township) یک منطقهٔ مسکونی در ایالات متحده آمریکا است که در شهرستان دلاویر، اوهایو واقع شده‌است.
 بخش پورتر ۶۵٫۷ کیلومتر مربع مساحت و ۱٬۹۲۳ نفر جمعیت دارد و ۳۳۸ متر بالاتر از سطح دریا واقع شده‌است.